# Zenón de Somodevilla y Bengoechea, markiz Ensenada
Zenón de Somodevilla y Bengoechea, markiz Ensenada (ur. 20 kwietnia 1702, zm. 2 grudnia 1781) – hiszpański mąż stanu.

## Życiorys
Gdy wyniesiono go do urzędów mówiono, że był arystokratycznego pochodzenia, lecz niczego bliżej nie wiadomo o jego rodzicach (Francisco de Somodevilla i Francisca de Bengoechea), nie wiemy też nic o życiu jego samego przed 1720 rokiem, kiedy został urzędnikiem we flocie.
Pracował nd dokumentami dotyczącymi wypraw, które miały przynieść Hiszpanii utracone wcześniej terytoria w Afryce Północnej (Ceuta i Oran – 1731). ówczesny główny minister Don José Patiño rozpoznał jego talenty.
W młodości żołnierz. Brał udział w wyprawie na Oran (1730–1731). Doszedł do urzędów, gdy władzę objął Ferdynand VI. Sprzeczał się ze swym zwierzchnikiem (José de Carvajal y Lancaster), dowodząc, że Hiszpania powinna uprawiać bardziej aktywną i agresywna politykę w Europie.
W 1749 przeprowadził nowy kataster podatkowy (catastro de Ensenada).
W 1752 roku współzałożył Królewską Akademię Sztuk Pięknych św. Ferdynanda w Madrycie.
W 1753 doprowadził do podpisania konkordatu ze Stolicą Apostolską, dzięki czemu ograniczono wypływ pieniądza z Hiszpanii do Watykanu oraz król Hiszpanii uzyskał większy wpływ na obsadę stanowisk kościelnych. Za największe jego osiągnięcie jest jednak uważana odbudowa potęgi morskiej Hiszpanii, dzięki modernizacji portów i ściąganiu zagranicznych specjalistów.